# Juhani Pallasmaa

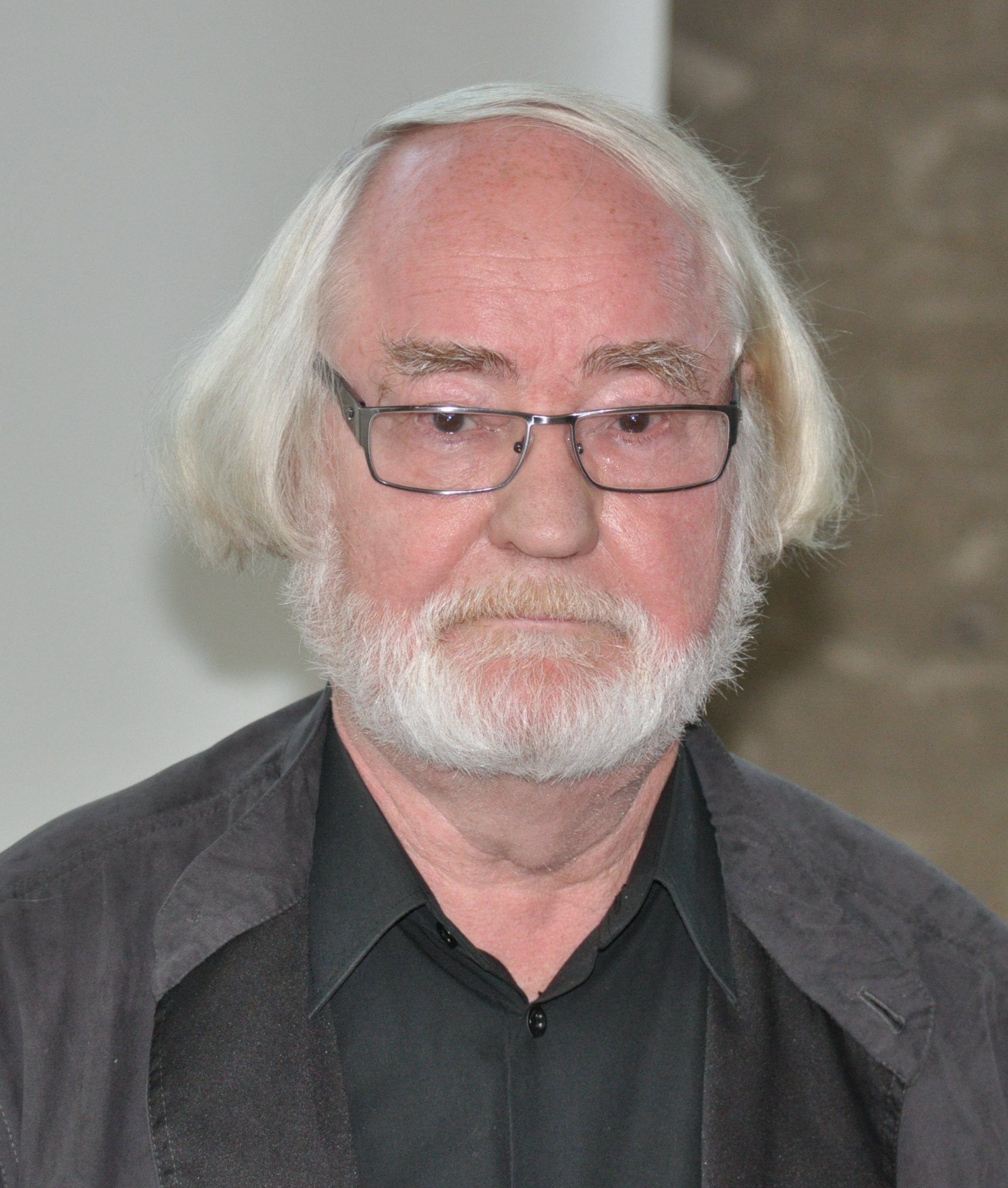
Juhani Pallasmaa (2012)

Juhani Uolevi Pallasmaa (* 14. September 1936 in Hämeenlinna) ist ein finnischer Architekt und Professor für Architektur an der Helsinki University of Technology. Pallasmaa ist ehemaliger Direktor des Museums für finnische Architektur (1978–1983).
Seine Ausstellungen über finnische Architektur, Planung und visuelle Kunst wurden in mehr als 30 Ländern gezeigt. Er schrieb zahlreiche Artikel über Kulturphilosophie, ökologische Psychologie und Architektur- und Kunsttheorie, die in verschiedenen Ländern veröffentlicht wurden.
Sein Buch Die Augen der Haut – Architektur und die Sinne (The Eyes of the Skin - Architecture and the Senses) wurde zu einem Klassiker und weltweiten Standardlehrbuch der Architekturtheorie.
Pallasmaa ist Mitglied der International Academy of Architecture und Forschungsstipendiat des American Institute of Architects.

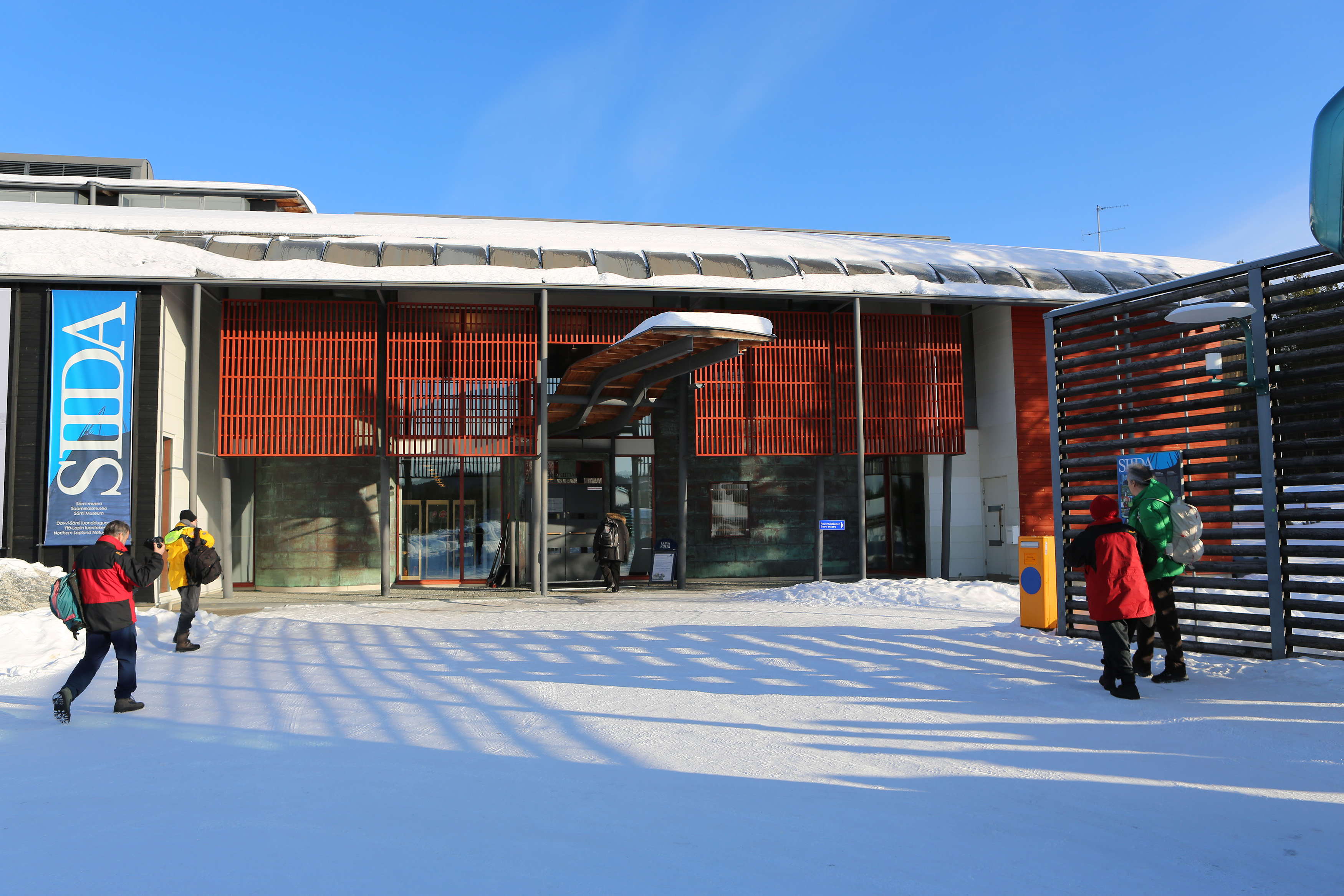
Siida – Sámi-Museum und Naturzentrum (Inari)
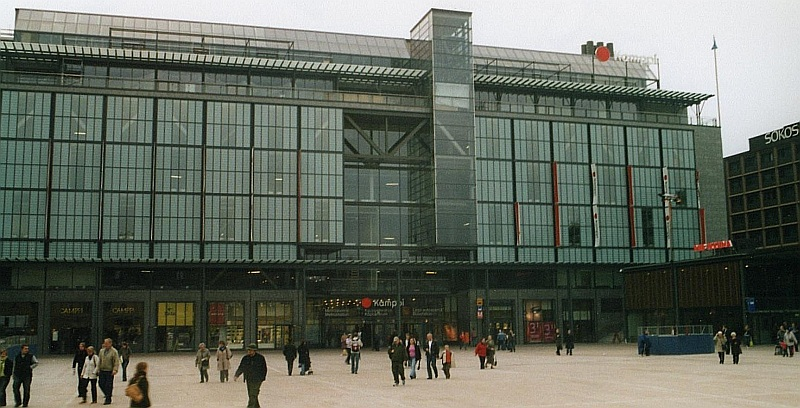
Kampin keskus (Helsinki)

## Veröffentlichungen
- Juhani Pallasmaa: Die Augen der Haut: Architektur und die Sinne. Atara Press, 2013, ISBN 978-0982225196
- Juhani Pallasmaa: The Embodied Image: Imagination and Imagery in Architecture. Wiley, 2011, ISBN 978-0470711903
- Juhani Pallasmaa: The Thinking Hand. Wiley, 2009, ISBN 978-0470779293
- Juhani Pallasmaa: Encounters: Architectural Essays. Rakennustieto, 2008, ISBN 978-9516826298
- Juhani Pallasmaa: The Architecture of Image: Existential Space in Cinema. Rakennustieto, 2001, ISBN 978-9516826281